# Sekundärbahn

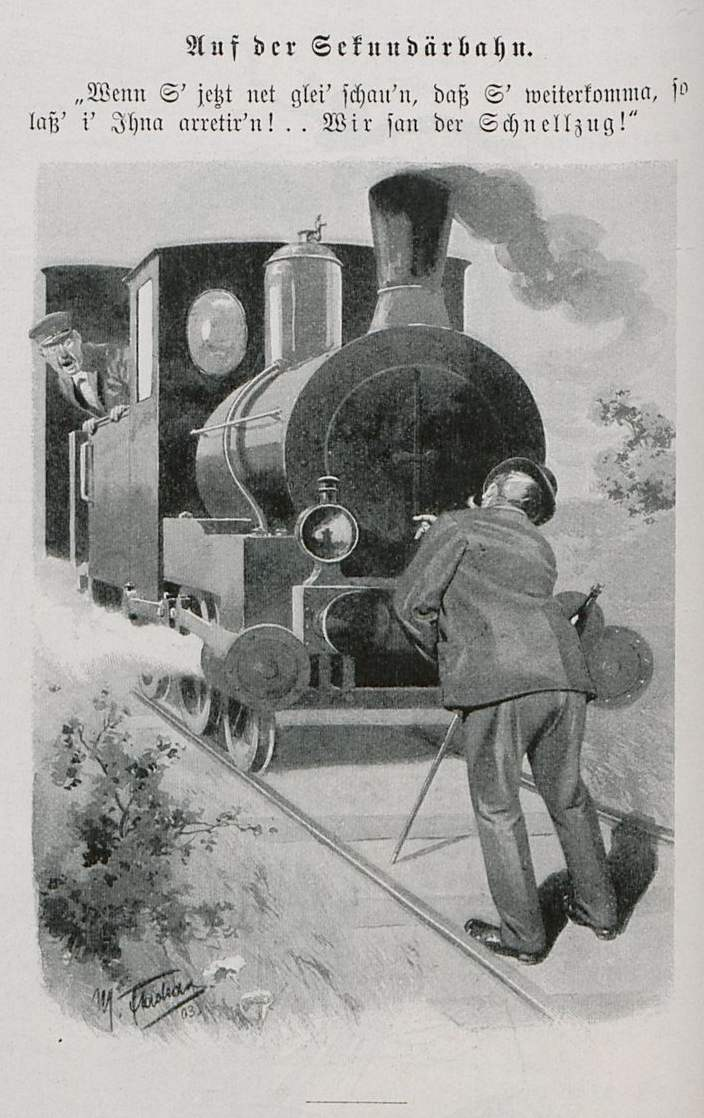
Sekundärbahnen waren oft auch eine Zielscheibe für Spott

Unter einer Sekundärbahn oder Lokalbahn (ursprünglich Secundärbahn, Secundairbahn beziehungsweise Localbahn geschrieben) versteht man eine Eisenbahn untergeordneter Bedeutung („zweiter Ordnung“). Es handelte sich um in erster Linie dem Nahverkehr dienende öffentliche Eisenbahnen mit uneingeschränkten Verkehrsbefugnissen zur Verkehrsanbindung des ländlichen Raumes. Sekundär- und Lokalbahnen entstanden vor allem Ende des 19. Jahrhunderts und Anfang des 20. Jahrhunderts,  also vor Verbreitung des Automobils. Die Deutsche Reichsbahn bezeichnete derartige Bahnen später als Nebenbahnen. Sekundär- und Lokalbahnen waren wahlweise regel- oder schmalspurig ausgeführt.

## Definition

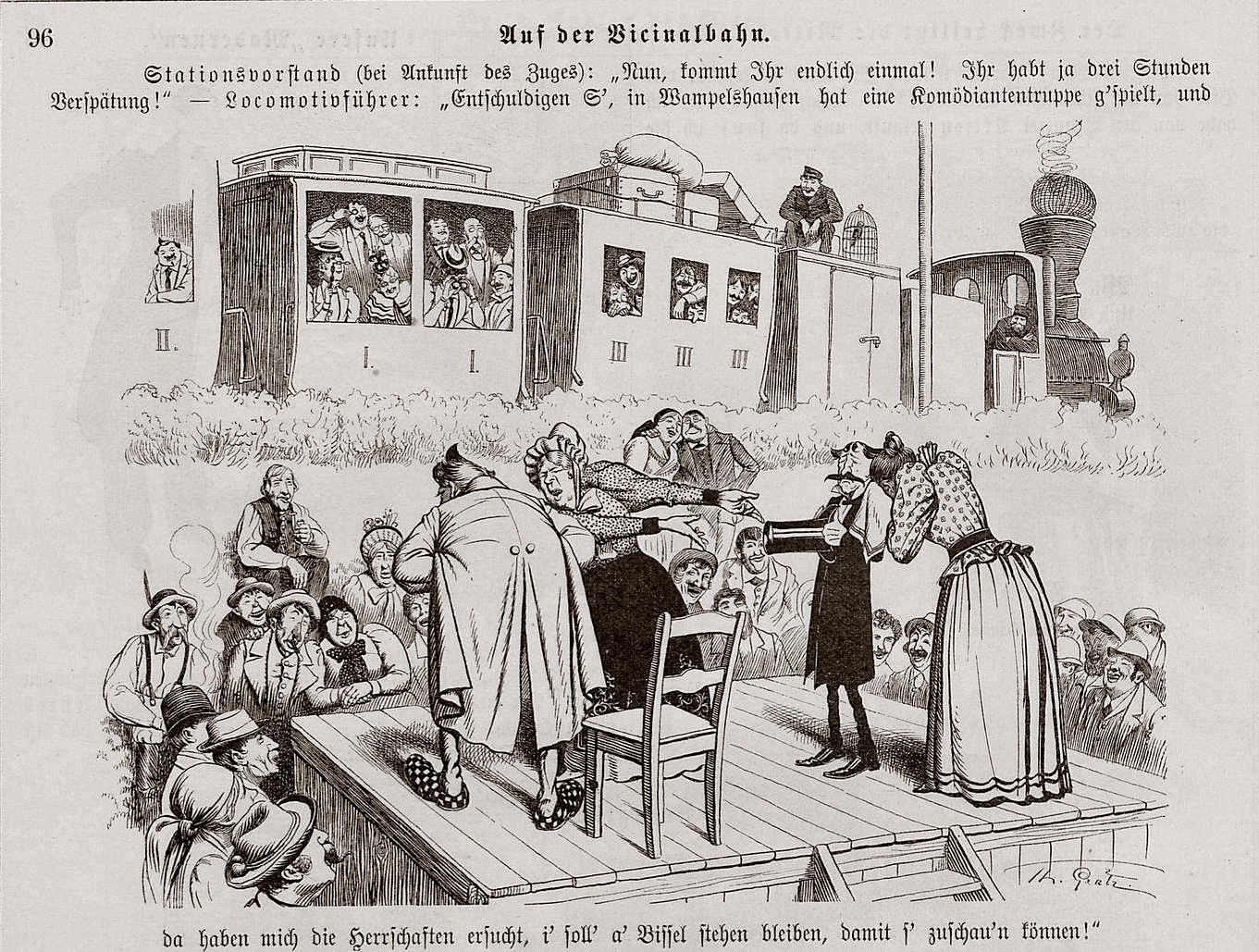
Schon über die "Vicinalbahn" wurde in Illustrierten gespottet.

Da der Eisenbahnbau und die entsprechende Gesetzgebung für den Betrieb im 19. Jahrhundert noch weitestgehend Länderhoheit waren und es sich hier um historische Begriffe handelt, gab es im deutschsprachigen Raum für Bahnen untergeordneter Bedeutung verschiedene Begriffe. So waren in Preußen Sekundärbahnen allgemeine Nebenbahnen. Bei den gemäß preußischem Kleinbahngesetz errichteten und betriebenen Strecken handelte es sich aufgrund ihrer beschränkten Verkehrsbefugnisse hingegen um keine Sekundärbahnen, sondern quasi um Tertiärbahnen.
In Sachsen bezeichnete man alle öffentlichen Eisenbahnen untergeordneter Bedeutung „zweiter Ordnung“ als Sekundärbahnen, Kleinbahnen im Sinne des preußischen Kleinbahngesetzes (also Bahnen „dritter Ordnung“) hat es in Sachsen hingegen nicht gegeben.
Die Lokalbahnen in Bayern und Österreich waren staatliche oder private Eisenbahnen des allgemeinen Verkehrs mit vollen Verkehrsbefugnissen analog von Sekundäreisenbahnen. Auch nachdem die Deutsche Reichsbahn für Eisenbahnen zweiter Ordnung reichsweit den Begriff Nebenbahn festgelegt hatte, blieb in Bayern der Begriff Lokalbahn in Nutzung. Da diese Wort weit verbreitet war, bürgerte sich dort in der Bevölkerung der Begriff Lokalbahn als Synonym für Nebenbahn ein. Ähnlich war es in Österreich-Ungarn.

## Entwicklung

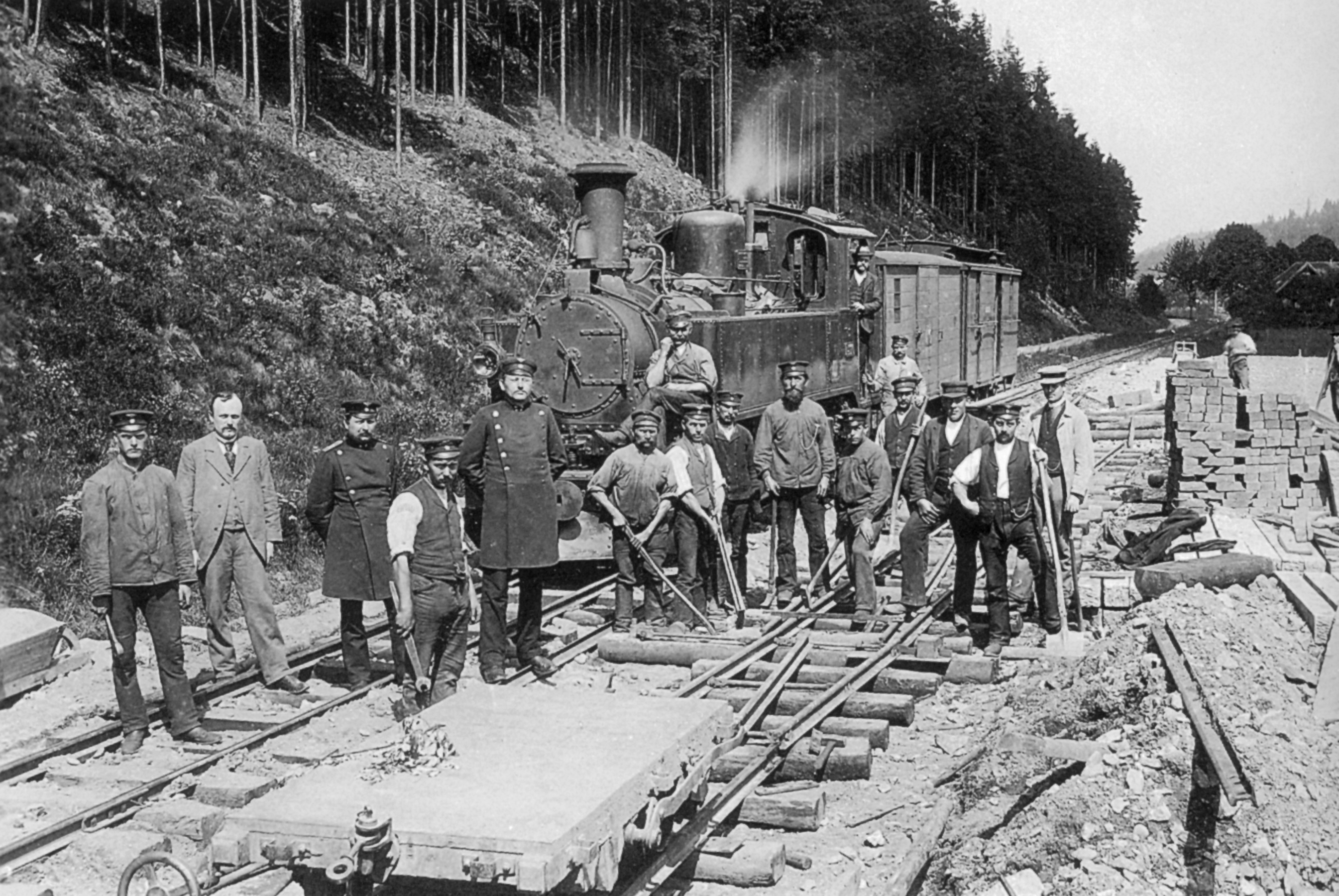
Bauzug auf der Weißeritztalbahn, um 1900

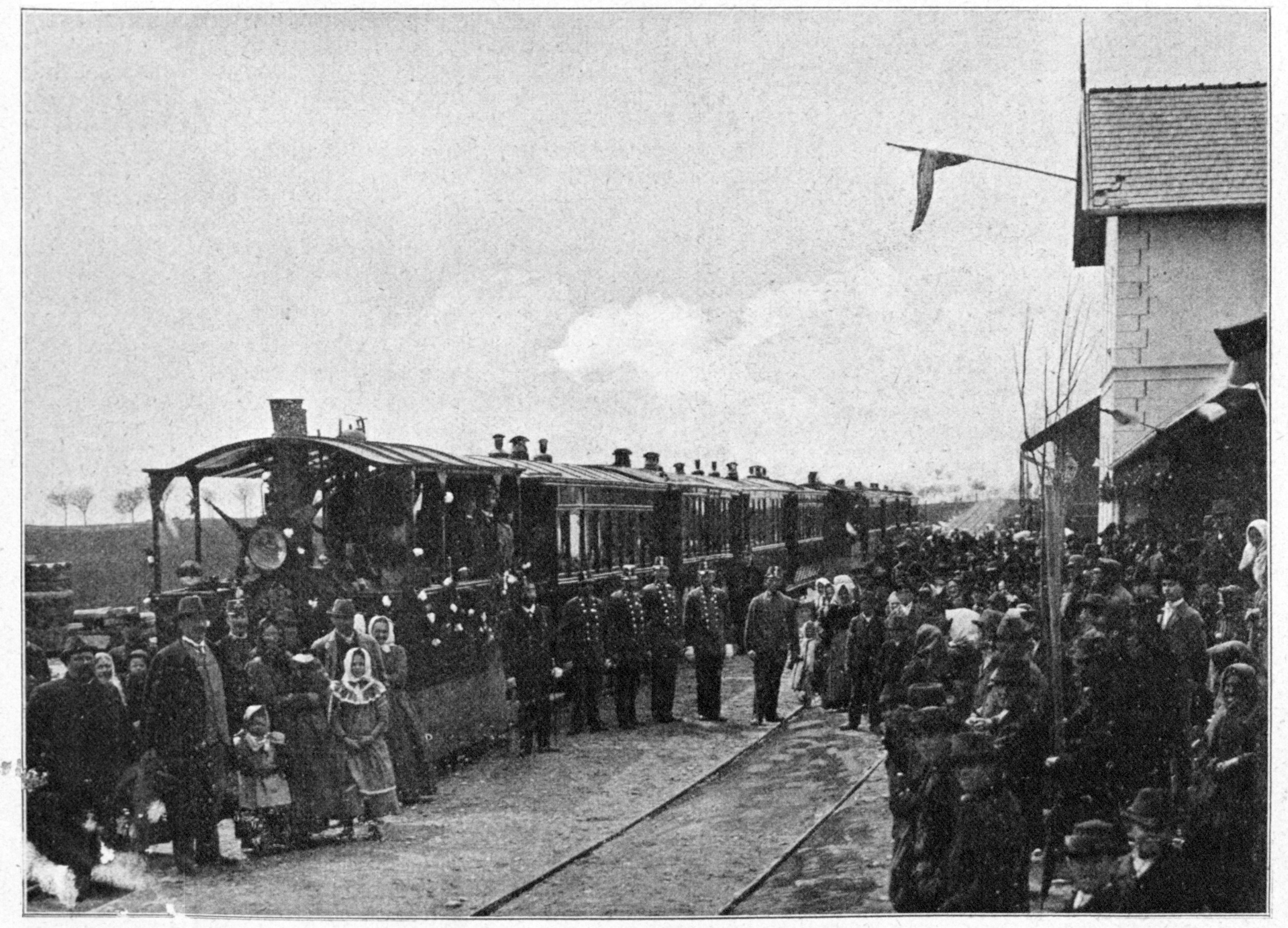
Eröffnung der Stammersdorfer Lokalbahn (1903)

Weil der Bau und Betrieb der Hauptbahnen nicht immer durch die Erträge gedeckt wurden, begann man nach Vereinfachungen zu suchen. Mit vergleichbaren rechtlichen Rahmenbedingungen, die Finanzierung, Bau und Betrieb regelten, wurden ab Ende des 19. Jahrhunderts in mehreren europäischen Staaten die Grundlagen für die Erschließung der Fläche durch kostengünstige Schienennetze geschaffen.
Bereits 1865 hatte die Techniker-Versammlung des Vereins Deutscher Eisenbahnverwaltungen Grundsätze für sekundäre Bahnen aufgestellt. Diese wurden 1878 mit der Bahnordnung für deutsche Eisenbahnen untergeordneter Bedeutung in rechtliche Grundsätze umgesetzt.
Die Sächsischen Staatseisenbahnen (K.Sächs.Sts.E.B.) führte den Sekundärbahnbetrieb als erstes auf der 1879 fertiggestellten regelspurigen Leipziger Vorortstrecke Plagwitz–Lindenau–Gaschwitz ein. Obwohl bei deren Bau noch die Vorgaben zum Bau von Hauptbahnen zur Anwendung kamen, gilt sie als erste sächsische Sekundärbahn.
Die erste nach den Vorgaben zum Bau von Sekundärbahnen errichtete sächsische Eisenbahn war die 1879/80 erbaute regelspurigen Strecke Pirna–Gottleuba.
Um noch mehr zu sparen, begannen die K.Sächs.Sts.E.B. 1881 mit dem Bau von Schmalspurbahnen, im Oktober 1881 ging zwischen Wilkau(-Haßlau) und Kirchberg die erste sächsische Schmalspurbahn in Betrieb. In den folgenden Jahren entstanden in Sachsen knapp 30 weitere schmalspurige Sekundärbahnen mit einer Spurweite von 750 mm sowie zwei mit einer Spurweite von 1000 mm. An anderen Stellen in Sachsen entstanden weitere regelspurige Sekundärbahnen.
Außerdem widmeten die Sächsischen Staatseisenbahnen per Verordnung vom 15. April 1882 insgesamt 26 als Vollbahnen (damaliger Begriff für Hauptbahnen) errichtete (regelspurige) Eisenbahnstrecken mit einer Gesamtlänge von 453 km in Sekundärbahnen um. Dort galten fortan ebenfalls die vereinfachten Betriebsregelungen, für welche weniger Personal notwendig war – diese Eisenbahnen konnten damit kostengünstiger betrieben werden.

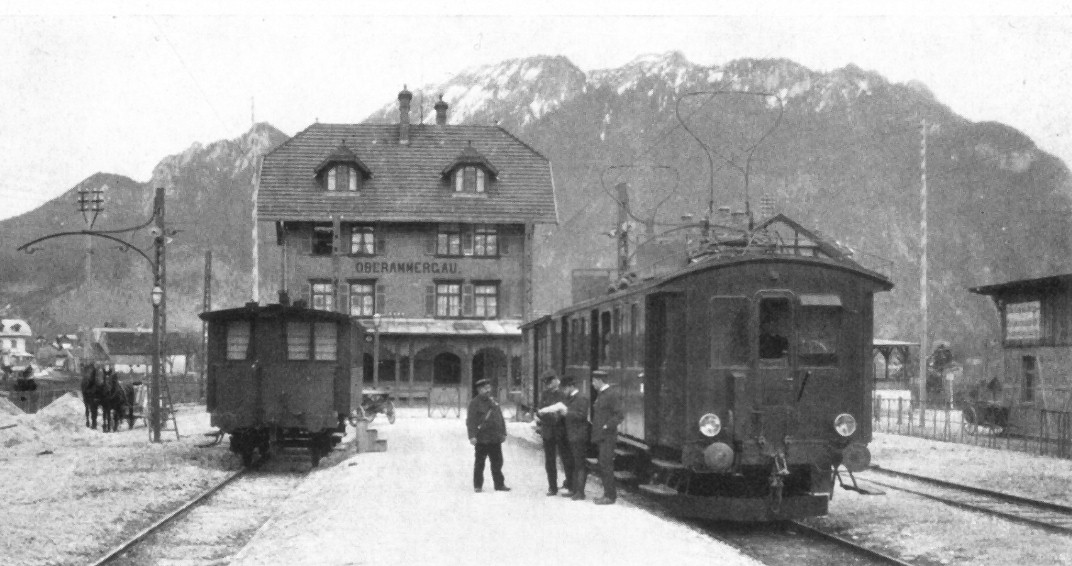
Elektrischer Triebwagen der Lokalbahn Murnau–Oberammergau

Im Königreich Bayern entstanden erste Nebenstrecken dagegen unter dem am 29. April 1869 verabschiedenden Gesetz über den Bau sogenannter Vicinalbahnen. Auch sie wurden gegenüber den bisher gebauten Hauptbahnen in vereinfachter Ausführung erstellt. Innerhalb von zehn Jahren eröffneten in dieser Form 15 Nebenstrecken. Da aber, ähnlich wie in Sachsen, auch die Vicinalbahnen noch als zu kostenintensiv angesehen wurden, man in Bayern jedoch dem Bau von Schmalspurbahnen skeptisch gegenüberstand, wurde am 28. April 1882 das Gesetz über den Bau von Secundärbahnen verabschiedet, welches die Ausführung einfachster regelspuriger Nebenbahnen ermöglichte. Unter dieser Bezeichnung wurde allerdings lediglich die Strecke Erlangen–Gräfenberg in Betrieb genommen, die später im Volksmund auch den Namen »Seku« oder »Seekuh« erhielt. Alle weiteren, ab 1884 in Bayern geschaffenen Nebenstrecken wurden dagegen offiziell als Lokalbahnen errichtet. Diese Bezeichnung bürgerte sich bald für alle Bahnlinien lokaler Bedeutung ein. Neben den Königlich Bayerischen Staatseisenbahnen errichtete auch die private Lokalbahn Aktien-Gesellschaft München (LAG) zahlreiche Lokalbahnen in Bayern.
In Österreich-Ungarn war dieses das ursprünglich zeitlich beschränkte Lokalbahngesetz für die österreichische Hälfte der Doppelmonarchie vom 25. Mai 1880, welches mehrmals verlängert wurde. Diese Gesetzesvorlage führte zum Bau zahlreicher Lokalbahnen, welche zumeist von eigens gegründeten privaten Aktiengesellschaften finanziert wurden. Ab dem Jahr 1889 (Eröffnung der Steyrtalbahn) wurden vermehrt Schmalspurbahnen in der für Österreich typischen Bosnischen Spurweite errichtet. Zu den bekanntesten Strecken dieser Art zählte die Salzkammergut-Lokalbahn. Ganze Lokomotivfabriken wie Krauss & Comp. in Linz spezialisierten sich auf den Bau von Lokalbahn-Lokomotiven für Normal- und Schmalspur. Darüber hinaus wurde den Kronländern gestattet, eigene Landesbahn-Organisationen zu schaffen, wie etwa die Niederösterreichischen Landesbahnen und die heute noch existierenden Steiermärkischen Landesbahnen. Als Bau- und Betriebsunternehmen von kostengünstig betriebenen Lokalbahnen machte sich zudem die oberösterreichische Firma Stern & Hafferl einen Namen.
Im Vereinigten Königreich wurde 1896 mit dem Light Railways Act ein Gesetz verabschiedet, das den Bau und Betrieb von Bahnen vereinfachter Bauart regelte.
Einige Lokalbahnen wurden bereits früh elektrisch betrieben, die Lokalbahn Mödling-Hinterbrühl war beispielsweise 1883 die erste elektrische Bahn der Welt für dauerhaften Betrieb. Die Straßenbahn Gmunden (1894) war rechtlich als Lokalbahnen konzessioniert, da sie die Stadt mit dem außerhalb gelegenen Bahnhof verband. Die als Lokalbahn erbaute Mittenwaldbahn war zudem 1912 die erste elektrisch betriebene Vollbahn Österreich-Ungarns.

## Charakteristika

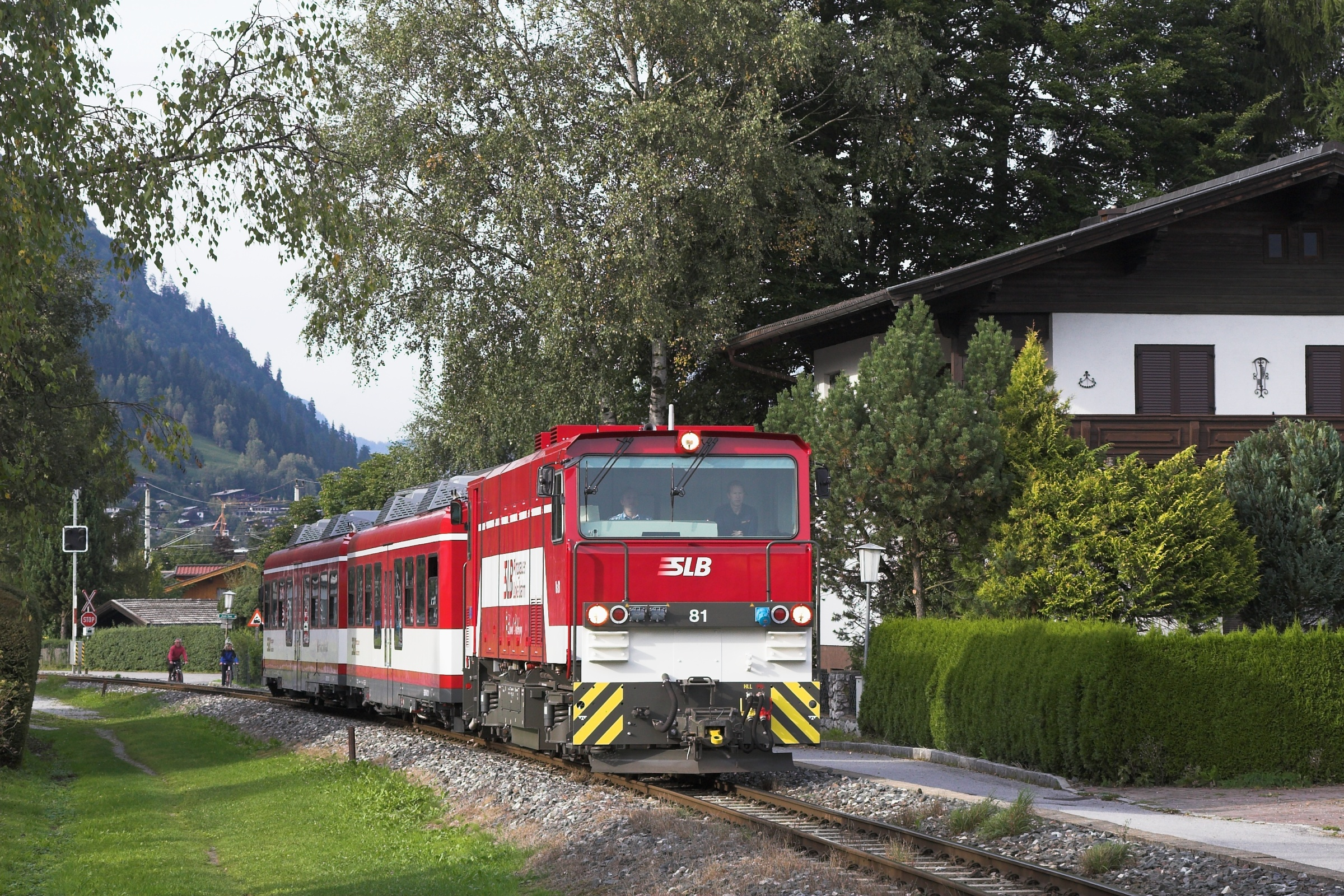
Moderner Betrieb auf der Pinzgauer Lokalbahn

Typischerweise beginnt die Sekundärbahnstrecke an einem Bahnhof der Hauptbahn und führt als Nebenbahn zum nächstgrößeren Ort. Im Flächenland Bayern wurden beispielsweise viele Marktflecken und Städte durch Lokalbahnen in Form von Stichbahnen an das Eisenbahnnetz angebunden. Dieses ist aber ein Hauptgrund dafür, weshalb die ehemaligen Lokalbahnen heute weitgehend aus den Streckenkarten wieder verschwunden sind. Eine Ortschaft musste froh sein, wenn sie überhaupt einen Bahnanschluss erhalten hatte; einigen bayerischen Städten ist dieses nie gelungen. Ein durchgehendes Nebenbahnnetz hätte dagegen Konkurrenz für die eigenen Hauptstrecken bedeutet und dieses wollte man unbedingt vermeiden. Damals konnte man es sich noch erlauben, dass sich die Kunden nach dem Angebot des Unternehmens richteten, indem man ihnen auch große Umwege zumutete und sich diese auch gut bezahlen ließ, denn es gab kaum Alternativen.
Mitunter beeinflussten Gemeinden und Großgrundbesitzer die Streckenführung von Lokalbahnen, beispielsweise führten in Niederösterreich viele Strecken teilweise in größerer Entfernung an den Ortschaften vorbei, da die Fuhrwerker Sorge um ihr wegzufallen drohendes Einkommen hatten. Dies war aber auch der Grund für das frühe Ende so mancher Strecke, welche nun weit von den Orten gelegen war und dementsprechend zu wenige Fahrgäste akquirieren konnten.

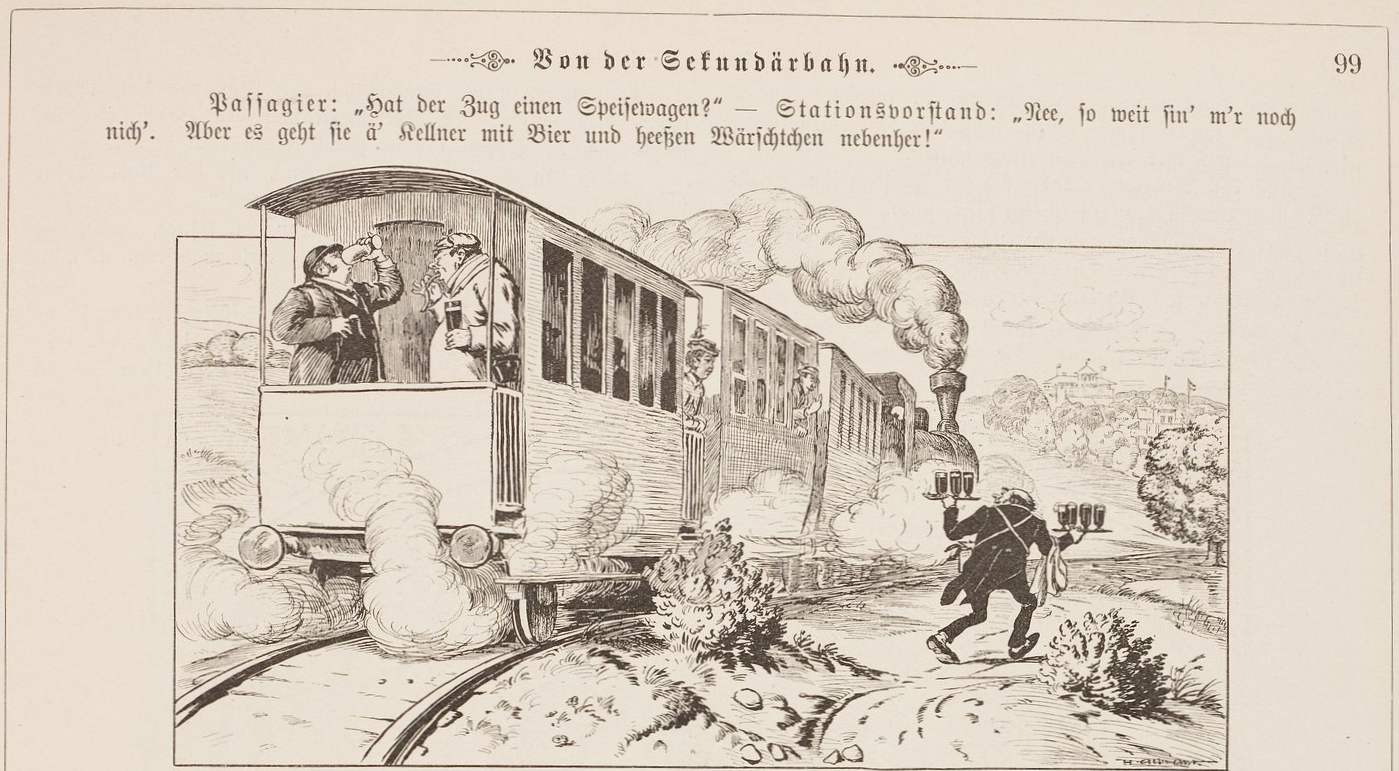
Die Langsamkeit war das Hauptthema der Lokalbahnwitze.

Entsprechend der Sekundärbahnordnung und vergleichbaren Vorschriften wurden zur Erhöhung der Wirtschaftlichkeit folgende Vereinfachungen gegenüber den Hauptbahnen zugelassen:
- niedrigere Achslasten, engere Bogenradien, größere Steigungen, schmalere Spurweiten und niedrigere Geschwindigkeiten
- reduzierte Vorschriften, vereinfachtes Signalwesen
- gemischter Verkehr (Personen- und Güterwagen in einem Zug)

Während im flachen Osten Österreichs typische Lokalbahnen anzutreffen sind, mussten einige Strecken wie die Mariazellerbahn (1907) oder die Mittenwaldbahn (1912) als aufwändige Gebirgsbahnen trassiert werden. Hier halfen engere Bogenradien bzw. die Schmalspur bei der Senkung der Baukosten.
Der zunehmende Omnibus- und Autoverkehr führte ab den 1950er Jahren zur Einstellung von Nebenbahnen, darunter zahlreiche der als Lokalbahnen errichteten Trassen. Einige Strecken werden heute als Museumsbahnen weitergeführt. Mitunter wurden aber auch Strecken, die heute noch die Bezeichnung „Lokalbahn“ tragen, zu modernen Verkehrsträgern und Nahverkehrsverbindungen ausgebaut. Beispiele sind die Lokalbahn Wien–Baden, die Salzburger Lokalbahn oder die Linzer Lokalbahn.